# James Wilding
James (Jamie) Wilding (Johannesburg, Zuid-Afrika, 1973) is een hedendaags Zuid-Afrikaans componist, muziekpedagoog en pianist.

## Levensloop
Wilding deed zijn muziekstudies voor piano bij Stewart Young en Neil Solomon en voor compositie bij Peter Klatzow aan de Universiteit van Kaapstad (UCT); daar behaalde hij ook zijn Bachelor of Music en zijn Master of Music. Verder studeerde hij bij George Crumb, Wilfrid Hiller, Vladimir Viardo en Lamar Crowson.
Hij kreeg een studiebeurs van de Southern African Music Rights Organisation (SAMRO) voor studies in Kaapstad en verdere studiebeurzen van de Youngstown State University in Youngstown, Ohio en van de Kent State University, in Kent, waar hij bij Thomas Janson een studie deed tot promotie voor Ph. D.. 
Wilding werd uitgenodigd om aan het Internationales Jugendfestspieltreffen in Bayreuth, Duitsland deel te nemen en was medecomponist van een opera, die op cd werd opgenomen. Naast zijn werk als actief solopianist is hij bezig als docent voor muziektheorie en gehoortraining aan de Universiteit van Akron in Akron, Ohio.
Als componist schrijft hij werken voor orkest, harmonieorkest, kamermuziek en voor piano. Voor zijn werken werd hij onder andere met de Oude Meester Prize voor Zuid-Afrikaanse componisten onderscheiden, dat ook verbonden was met een opdracht voor een strijktrio. Zijn werken zijn uitgevoerd in binnen- en buitenland, onder andere in Zimbabwe, Lesotho, Duitsland, Nederland, Frankrijk, Zwitserland, Verenigd Koninkrijk en de Verenigde Staten.

## Composities

### Werken voor orkest
- 1998 Alcmaeon, symfonisch gedicht voor kamerorkest
- 1999 rev.2004 Nocturnal Landscape, voor strijkorkest
- 2002 Barbaric Dance, voor orkest
- 2003 Bull Fight, voor kinder-/jeugdorkest
- 2006 The Continents, voor orkest

### Werken voor harmonieorkest
- 2001 Greek Goddesses, voor piano en harmonieorkest 
  1. Hera
  2. Artemis
  3. Aphrodite
  4. Demeter
  5. Hestia
  6. Hecate
  7. Athene

### Missen, cantates en gewijde muziek
- 1997 Lot's Wife, cantate for sopraan, mezzosopraan, bariton en kamerorkest
- 1998 Mass, voor kamerkoor (SSAATTBB)
- 1999 Universal Prayer, voor twee piano's - geïnspereerd door een gedicht van Alexander Pope

### Vocale muziek
- 1996 Schulamits Tanz, voor bariton, gemengd koor en kamerorkest
- 2001 rev.2003 Five Songs uit William Blake's “Songs of Experience”, voor sopraan en piano
  1. My Pretty Rose Tree
  2. The Lily
  3. Ah Sunflower!
  4. The Sick Rose
  5. The Garden of Love
- 2002 Crazy Jane, uit William Butler Yeats’ “Words for Music Perhaps”, voor sopraan, klarinet en piano
  1. Crazy Jane and the Bishop
  2. Crazy Jane on the Day of Judgment
  3. Crazy Jane Reproved
- 2005 Slaap klein beminde - Breyten Breytenbach, voor sopraan, viool, cello en piano

### Kamermuziek
- 1994 Suite, voor contrabas en piano
- 1995 Blazerskwintet
- 1997 Twee stukken, voor viool en piano
- 1997 Stijktrio, voor viool, altviool en cello
- 1999 Vocalise, voor twee sopranen, fluit, twee trombones, cello, contrabas en piano
- 1999 Toccata, voor drie fluiten
- 1999 Elemental, voor fluit, slagwerk, piano en keyboard
- 1999 Paper Mill, voor strijkkwartet - naar een schilderij van Joseph Raphael
- 2000 Ritual, voor twee sopraanblockfluiten en piano
- 2002 Mbira Quartet, voor strijkkwartet, mbira en whistle
- 2002 Fantasy on B-A-C-H, voor cello en piano
- 2003 Bitter Suite, voor althobo en piano
- 2004 The Lagoon, voor viool en piano
- 2004 Sonata, voor viool en piano
- 2005 Wedding Dance, voor viool solo
- 2005 Sacrificial Dance, voor hobo, fagot en piano
- 2005 Mayan Rites, voor twee piano's en slagwerk

### Werken voor piano
- 1994 Piano Suite No.1
- 1995 Four Etudes (No. 4 voor de Transnet International Piano Competition van de University van Zuid-Afrika in Pretoria)
- 1996 Astroludes - 12 preludes on the signs of the zodiac
- 1996 Poem (voor de Hennie Joubert National Piano Competition in Wellington, Zuid-Afrika)
- 1997 The Tempted Mermaid - sonata-fantasy based on a photographic sequence by Andy Wilding
- 1998 Piano Suite no. 2
- 1999 Toccata
- 1999 Sculptures in Stone, geïnspereerd van de Zimbabwe sculpturen in de Kirstenbosch Botanical Gardens, Kaapstad
- 2000 Three Octatonic Etudes
- 2001 Bits ’n Pieces
- 2002 Piano Sonata no. 1 - "In the Crypt"
- 2005 Drei Schneestücke
- 2006 Piano Sonata no. 2